# Laurie Delhostal
Laurie Delhostal, née le 24 février 1980, est une journaliste sportive française.
Elle a notamment présenté les émissions La Grille, Samedi Sport, J+1, King of ze day et Dimanche Soir Sports sur Canal+.

## Biographie

### Enfance, jeunesse et formation
Laurie Delhostal grandit dans le département de la Drôme à Saint-Vallier. Elle pratique le handball pendant une dizaine d'années à partir de ses onze ans.
Elle décroche son baccalauréat littéraire puis intègre les classes préparatoires hypokhâgne et khâgne à Grenoble. Elle obtient ensuite une maîtrise de philosophie à Paris puis s'inscrit à l'école de la communication et du journalisme. Elle réalise alors un stage, où elle rencontre Patrick Chêne.

### Carrière
À la suite de son stage, elle décroche son premier contrat et devient journaliste sportive sur la chaîne Orange Sport en 2008. La jeune femme commence sa carrière en se spécialisant dans le handball.
En 2011, Canal+ lui propose de rejoindre le service des sports. Laurie Delhostal intègre le service et assure la présentation d'une tranche d'information sur Infosport+. Elle couvre ensuite la Formule 1 lorsque Canal+ acquiert les droits de retransmission. De 2013 à 2016, elle participe au dispositif de la chaîne cryptée pour tous les Grands Prix. Elle présente notamment La Grille, émission qui précède les courses.
Durant les Jeux olympiques d'été de 2016, elle anime la tranche de 18 h à minuit sur Canal+ avec Hervé Mathoux.
À partir de septembre 2016, elle présente Samedi Sport sur Canal+ Sport. En plateau, elle assure la continuité entre les matchs de rugby et ceux de football diffusés dans l'après-midi. À partir d'août 2017, l'émission est diffusée sur Canal+.
En 2018, elle succède à Marina Lorenzo en tant que co-animatrice de l'émission J+1, diffusée le dimanche soir sur Canal+, aux côtés de Nicolas Tourriol. L'émission est arrêtée en 2019 et est remplacée par King of ze day, nouvelle émission consacrée à la Premier League, où elle accompagne toujours Nicolas Tourriol. Elle réalise également un reportage pour la quatrième saison de l'émission Sport Reporter, un documentaire de 30 minutes sur la maternité des sportives de haut-niveau, rapportant notamment les expériences des boxeuses Sarah Ourahmoune, Estelle Mossely et de la handballeuse Siraba Dembélé-Pavlović.
À partir de 2020, elle présente l'émission Dimanche Soir Sports, émission diffusée à la même horaire, le dimanche soir à 23 h, qui revient sur l'actualité sportive du week-end. L'émission est arrêtée en février 2021 après le retour de la Ligue 1 et du Canal Football Club le dimanche soir sur Canal+.
Le 9 avril 2021, elle annonce qu'elle quitte Canal+ après dix ans passés au service des sports de la chaîne.
Durant les Jeux olympiques 2020 à Tokyo, elle rejoint Eurosport et présente notamment le magazine Le Club JO en alternance avec d'autres journalistes de la chaîne,. Elle prend part ensuite à L'Équipe de Greg, émission quotidienne diffusée sur La chaîne L'Équipe.
En décembre 2021, elle est choisie pour remplacer Marina Lorenzo qui part en congé maternité en janvier 2022 dans l'émission Dimanche Soir Football sur Prime Video,.
À partir de septembre 2022, elle devient co-présentatrice au côté de Victor Matet de l'émission Le club info diffusée chaque dimanche soir sur France Info. Cette dernière étant à la fois une chaîne de radio et de télévision, l’animation de l'émission constitue la première expérience en carrière dans la radio pour Laurie Delhostal. Par ailleurs, la présentatrice continue ses apparitions dans L'Équipe de Greg,.
Début 2024 paraît son premier livre, Championnes !, co-écrit avec Cécile Grès.
En janvier 2025, elle coréalise avec Guillaume Priou le documentaire Laure, Laure, Laure ! consacré à la championne olympique de natation Laure Manaudou et diffusé sur Canal+,.
En février 2025, elle réalise pour France 3 le documentaire en deux parties Devenir Bleues, consacré à l'équipe de France féminine de football.

### Engagement associatifs
Laurie Delhostal est co-présidente du collectif des Femmes journalistes de sport (FJS) né fin 2020,.
En octobre 2021, elle devient vice-présidente de l'Union des journalistes de sport en France.

### Vie privée
Elle est actuellement en couple avec l'ancien joueur de rugby à XV du Stade français, et actuel adjoint aux sports et aux Jeux olympiques et paralympiques 2024 à la mairie de Paris, Pierre Rabadan. Le 10 janvier 2016, elle donne naissance à leur premier enfant, une fille prénommée Anne-Rose.
En novembre 2022, elle annonce être atteinte d'un cancer.

## Publications
- Laurie Delhostal et Cécile Grès, Championnes ! : 90 sportives exceptionnelles, Éditions de La Martinière, 2024 (ISBN 979-1040115786)[30]